# Dolina Kalameńska
Dolina Kalameńska (słow. Kalamenská dolina) – dolina w Górach Choczańskich na Słowacji. Na całej długości płynie nią potok Kalamenianka.
Leży w centralnej części łańcucha Gór Choczańskich, zwanej Sielnickimi Wierchami. Ciągnie się na długości blisko 7 km z południa na północ, wznosząc się początkowo łagodnie, pod koniec znacznie stromiej i dzieląc tę niewielką grupę górską na dwie nierównej wielkości części. U wylotu doliny do Kotliny Liptowskiej (ok. 580 m n.p.m.) leży wieś Kalameny. W górnej części Dolina Kalameńska rozwidla się na dwie odnogi. W kierunku zachodnim, pod szerokie siodło oddzielające masyw Ostronia (1105 m n.p.m.) i wzniesienia Ostrý vrch (ok. 1025 m n.p.m.) na północy od masywu Havraniej (1130 m n.p.m.) na południu, wchodzi dolinka źródłowego toku Kalamenianki, natomiast w kierunku północnym, pod grzbiet wododziałowy w pobliżu wsi Malatiná podchodzi dolinka jej pierwszego dopływu. Grzbiety zamykające dolinę wznoszą się na 890 – 1000 m n.p.m.
Dolina Kalameńska praktycznie w całości wypreparowana jest w skałach płaszczowiny kriżniańskiej, na którą składają się łatwo podatne na wietrzenie margle, margliste wapienie i margliste iłowce dolnej i środkowej kredy.
Dolina prawie w całości porośnięta jest lasami. Roślinność jest tu bogata i zróżnicowana, w zależności od zmiennego podłoża geologicznego. Z rzadszych gatunków rosną tu m.in. takie gatunki wapieniolubne jak driakiew lśniąca, pajęcznica gałęzista, czyścica Acinos alpinus, oset siny, stokrotnica górska, powojnik alpejski czy nienotowany z Polski kołotocznik wierzbolistny. Z endemitów karpackich rośnie tu m.in. pszonak Wittmanna, goździk wczesny i pierwiosnek łyszczak (podgatunek Primula auricula subsp. hungarica – subendemit Zachodnich Karpat).
Z rodziny storczykowatych – m.in. podkolan biały.
Dolina Kalameńska jest bezludna, Całą długością doliny biegnie droga jezdna, częściowo asfaltowa, łącząca Kalameny z wsią Malatiná, już po północnej stronie Gór Choczańskich. Droga nie jest dostępna dla pojazdów samochodowych.
Doliną Kalameńską, z wyjątkiem jej dolnego odcinka, nie wiedzie żaden znakowany szlak turystyczny.